# Бивона
Бивона (итал. Bivona) је насеље у Италији у округу Агриђенто, региону Сицилија.
Према процени из 2011. у насељу је живело 3661 становника. Насеље се налази на надморској висини од 515 м.

## Географија
| Клима (Бивона)              | Клима (Бивона) | Клима (Бивона) | Клима (Бивона) | Клима (Бивона) | Клима (Бивона) | Клима (Бивона) | Клима (Бивона) | Клима (Бивона) | Клима (Бивона) | Клима (Бивона) | Клима (Бивона) | Клима (Бивона) | Клима (Бивона) |
| Показатељ \ Месец           | .Јан.          | .Феб.          | .Мар.          | .Апр.          | .Мај.          | .Јун.          | .Јул.          | .Авг.          | .Сеп.          | .Окт.          | .Нов.          | .Дец.          | .Год.          |
| --------------------------- | -------------- | -------------- | -------------- | -------------- | -------------- | -------------- | -------------- | -------------- | -------------- | -------------- | -------------- | -------------- | -------------- |
| Апсолутни максимум, °C (°F) | 11,6 (52,9)    | —              | —              | —              | —              | —              | —              | —              | —              | —              | —              | —              | 11,6 (52,9)    |
| Средњи максимум, °C (°F)    | 11,6 (52,9)    | 13,1 (55,6)    | 15,3 (59,5)    | 18,7 (65,7)    | 24,6 (76,3)    | 30,0 (86)      | 33,0 (91,4)    | 32,8 (91)      | 28,3 (82,9)    | 22,0 (71,6)    | 16,7 (62,1)    | 13,1 (55,6)    | 33 (91,4)      |
| Средњи минимум, °C (°F)     | 4,8 (40,6)     | 5,1 (41,2)     | 6,4 (43,5)     | 8,5 (47,3)     | 12,3 (54,1)    | 17,2 (63)      | 20,0 (68)      | 20,4 (68,7)    | 17,0 (62,6)    | 12,8 (55)      | 9,4 (48,9)     | 6,5 (43,7)     | 4,8 (40,6)     |
| [ тражи се извор ]          |                |                |                |                |                |                |                |                |                |                |                |                |                |

## Становништво
| 1931. | 1936. | 1951. | 1961. | 1971. | 1981. | 1991. | 2001. | 2011. |
| ----- | ----- | ----- | ----- | ----- | ----- | ----- | ----- | ----- |
| 5.146 | 5.324 | 5.667 | 5.287 | 5.043 | 5.030 | 5.076 | 4.225 | 3.882 |